# 裏声
裏声（うらごえ）は、声帯から生成される声のうち、一般的には頭声区と呼ばれる声区で生成される発声を指す概念。地声（表声）に対する語。

## 特徴
発声を発声法により細かく分類すると、チェストボイス、ミドルボイス、ヘッドボイス、ファルセットに分類されるが、輪状甲状筋を使用して発声するファルセットを一般的に裏声という。輪状甲状筋を使用して発声するファルセット（裏声）の対極にあるのが甲状披裂筋を使用して発声するチェストボイス（表声、地声）で、その中間のミドルボイスやヘッドボイスがミックスボイスにあたる。
ただし、地声に対する裏声とファルセットの関係については議論がある。ファルセットを声区ではなく発声状態の一つと捉える場合もあり、その場合は基本的には頭声区に属する発声であるものの地声区と重なる領域にも存在するとされる。また、酒井弘のようにファルセットと裏声（頭声）を区別する主張もあり、ファルセットの訳語と解釈に関しては視点の相違が如実に表れていると指摘されている。